# Megalastrum skutchii
Megalastrum skutchii är en träjonväxtart som först beskrevs av David Bruce Lellinger, och fick sitt nu gällande namn av Alan Reid Smith och R. C. Moran. Megalastrum skutchii ingår i släktet Megalastrum och familjen Dryopteridaceae. Inga underarter finns listade.